# Stadhuis van Veurne

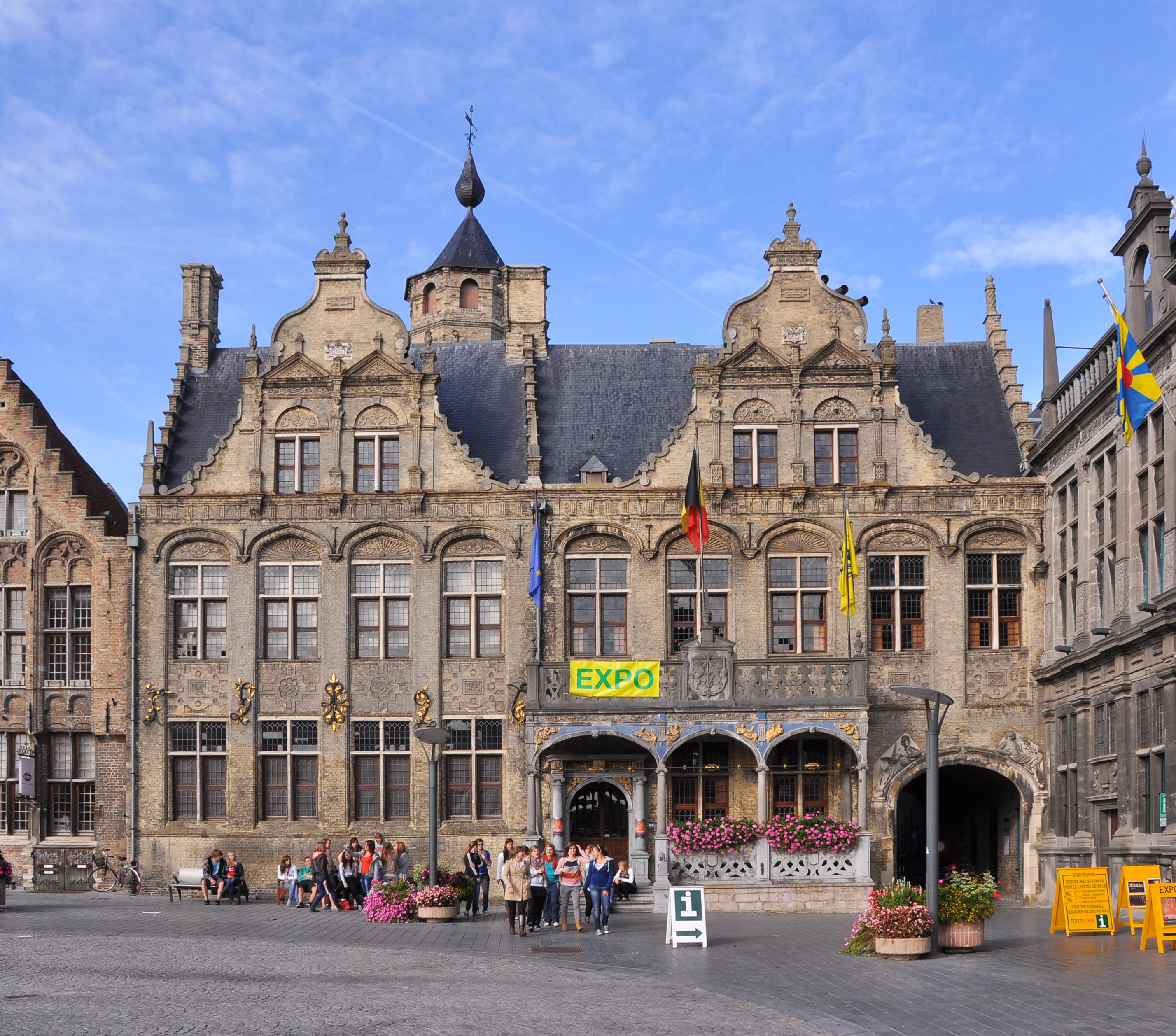
Stadhuis van Veurne

Het Stadhuis van Veurne is een gebouw in de West-Vlaamse stad Veurne dat zich bevindt aan Grote Markt 27.
Het stadhuis is gebouwd in renaissancestijl en opgetrokken in baksteen. Er zijn twee naast elkaar liggende vleugels, elk met een topgevel. De linker, van vier traveeën, is van 1596, de rechter, van vijf traveeën, van 1612. De achtergevel is van 1599. Het ontwerp zou van Lieven Lucas zijn, terwijl de pui werd ontworpen door Jerom Stalpaert en Ferri Aerts. Deze pui draagt een balkon dat wordt gedragen door ionische zuiltjes onder korfbogen. In het midden van het balkon bevindt zich het wapen van de kasselrij. Bij de achtergevel bevindt zich een achthoekig torentje.
Rechts in het complex bevindt zich een doorgang. Rechts van de doorgang staat het Landshuis haaks op dit stadhuis.
In 1939 werd ter linkerzijde van het stadhuis een aansluitend gebouw in neorenaissancestijl gebouwd, ontworpen door Camille Van Elslande.
Het gebouw bevat muurbekledingen en zolderingen van begin 17e eeuw. Het schepenzaaltje heeft een stucplafond en een schouw in rococostijl. In de vergaderzaal op de bovenverdieping bevindt zich een schouw met afbeeldingen van de landvoogd Albrecht van Oostenrijk en zijn vrouw Isabella van Spanje.

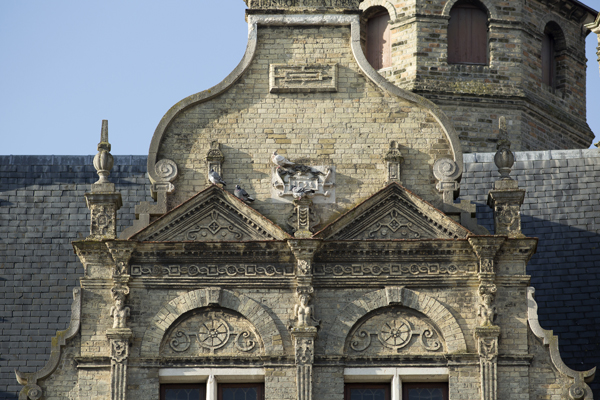
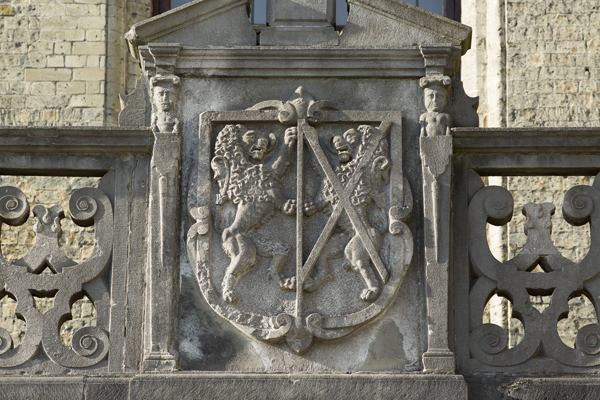
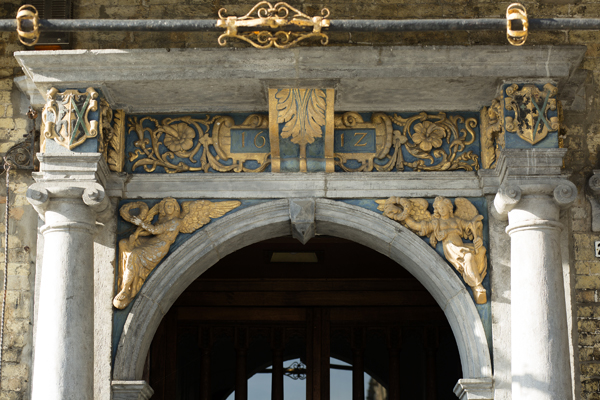
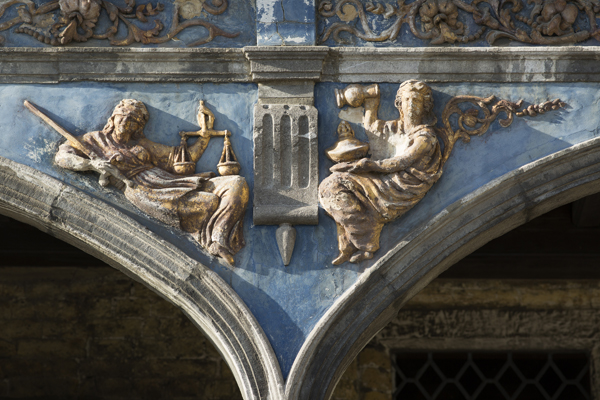
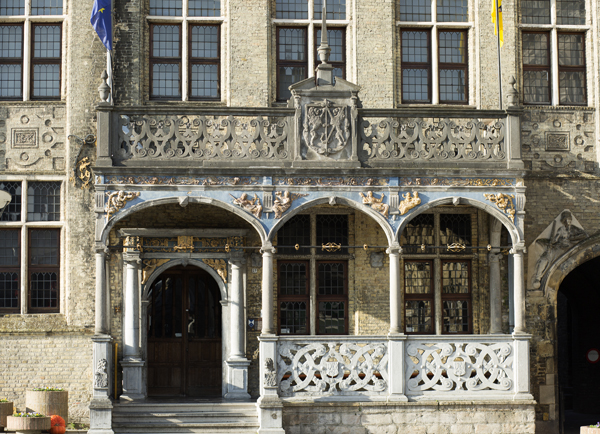